# Ліхтенштейнська крона
Ліхтенштейнська крона (нім. Liechtenstein krone) — валюта Ліхтенштейну, що використовувалась у 1898—1921 роках. Паралельно з нею Ліхтенштейн використовував австро-угорську крону, а після розпаду Австро-Угорщини 1918 року — австрійську крону. Через нестабільність крони 1921 року Ліхтенштейн перейшов на швейцарський франк, тоді ж було введено і ліхтенштейнський франк.
Ліхтенштейнська крона поділялася на 100 геллерів. Існували монети номіналом 1, 2, 5, 10 та 20 крон, і банкноти 10, 20 та 50 геллерів. Як і в австро-угорській і австрійській кронах, у ліхтенштейнській кроні була незначна частка дорогоцінних металів. У наш час монети трапляються доволі рідко, банкноти — трохи частіше.

## Монети 1898—1921 років
|                 |         |         |         |                |
| 1 крона         | 1 крона | 2 крони | 2 крони | 5 крон (аверс) |
|                 |         |         |         |                |
| 5 крон (реверс) | 10 крон | 10 крон | 20 крон | 20 крон        |

Монети 1 та 2 крони карбувались із срібла 835-ї проби. 5 крон із срібла 900-ї проби. Монети 10 та 20 крон карбувались із золота 900-ї проби. На аверсі всіх монет зображено портрет Йоганна II, а на реверсі герб Ліхтенштейну, номінал та рік карбування.